# Parafia św. Joachima w Krzyżanowicach
Parafia Świętego Joachima w Krzyżanowicach – rzymskokatolicka parafia należąca do dekanatu Bochnia Wschód w diecezji tarnowskiej.
Obecnie w skład terytorium parafii wchodzą miejscowości Krzyżanowice, Słomka, część Proszówek (Ispy) oraz część miasta Bochnia z ulicami: Krzyżanowicka, Smyków, Birków, Wygoda i Krzeczowska.

## Historia parafii
Pierwsza wzmianka o kościele parafialnym w Krzyżanowicach pochodzi z 1250 roku i wiąże się z relacją o cudach świętego Stanisława. Istnienie kościoła i parafii potwierdzają w XIV wieku rachunki świętopietrza zachowane od 1325 roku.
Istnieją informacje z początku XV wieku mówiące o drewnianym kościele pod wezwaniem św. Ducha. Kościół ten miał być bogato uposażony rolami, łąkami, ogrodami, dochodami z przewozu przez Rabę, wolnym połowem ryb, młynem i dwoma karczmami. W czasach Jana Długosza pleban krzyżanowicki pobierał dziesięcinę z ról folwarcznych i 2 łanów kmiecych i od 3 dziedziców w sąsiednich Proszówkach. W 1597 r. do parafii Krzyżanowice należały Proszówki, Słomka, Gawłów i połowa Ostrowa z dworem. Przy kościele znajdowała się szkoła, w której uczył dzieci Jan Kwiatek z Rzezawy. Drewniany kościół św. Ducha przetrwał do końca XVIII wieku, kiedy to prawdopodobnie spłonął.
Obecny kościół pod wezwaniem św. Joachima został zbudowany w 1746 roku w Bochni jako kościół klasztorny tamtejszego zakonu bernardynów. W 1788 roku nastąpiła kasata klasztoru i kościół został zakupiony przez magistrat miasta Bochni w 1793 roku, a następnie w 1794 roku dokładnie odtworzony w Krzyżanowicach. Do 2018 r. znaczącą częścią parafii była miejscowość Proszówki, ale od 2 września 2018 r. stanowią one odrębną parafię.
Proboszczem parafii jest ks. Marian Górowski.

## Proboszczowie i administratorzy
- ks. Krzysztof Stanczewski (1784–1791)
- ks. Urban Lalikiewicz (1791 administrator)
- ks. Ambroży Żabiński (1791–1820)
- ks. Feliks Pustowski (1820–1830)
- ks. Stanisław Kobyliński h. Łodzia (1831–1834 administrator)
- ks. Kasper Miernicki (1834–1853)
- ks. Wincenty Worek (1853–1854 administrator)
- ks. Feliks Gondek (1854–1882)
- ks. Franciszek Dobrowolski (1882–1884)
- ks. Antoni Karnasiewicz (1884–1886)
- ks. Józef Dankowski (1886–1897)
- ks. Andrzej Sulisz (1897–1927)
- ks. Wojciech Papież (1927–1929 administrator)
- ks. Ludwik Pilch (1929–1930 administrator)
- ks. Franciszek Głąb (1930–1932 administrator)
- ks. Wojciech Biernat (od 1932 administrator, 1936–1941 proboszcz)
- ks. Władysław Lesiak (1941 administrator)
- ks. Jan Stach (1941–1943 administrator)
- ks. Jan Pabian (1943–1945)
- ks. Józef Skwirut (1945–1980)
- ks. Marian Biernat (1980–1985)
- ks. Józef Bukowiec (1985–1987)
- ks. Roman Rak (1987–2014)
- ks. Krzysztof Duda (2014–2019)
- ks. Marian Górowski (od 2019)[6]